# Équipe cycliste UnitedHealthcare Women's
Cet article concerne l'équipe cycliste féminine. Pour l'équipe masculine, voir équipe cycliste UnitedHealthcare.
L'équipe cycliste UnitedHealthcare Women's est une équipe cycliste féminine professionnelle américaine créée en 2014 et devenue UCI en 2015. Elle fait partie de la même structure que l'équipe masculine éponyme. Elle est dirigée par Rachel Heal. L'équipe s'arrête, faute de partenaire, fin 2018.

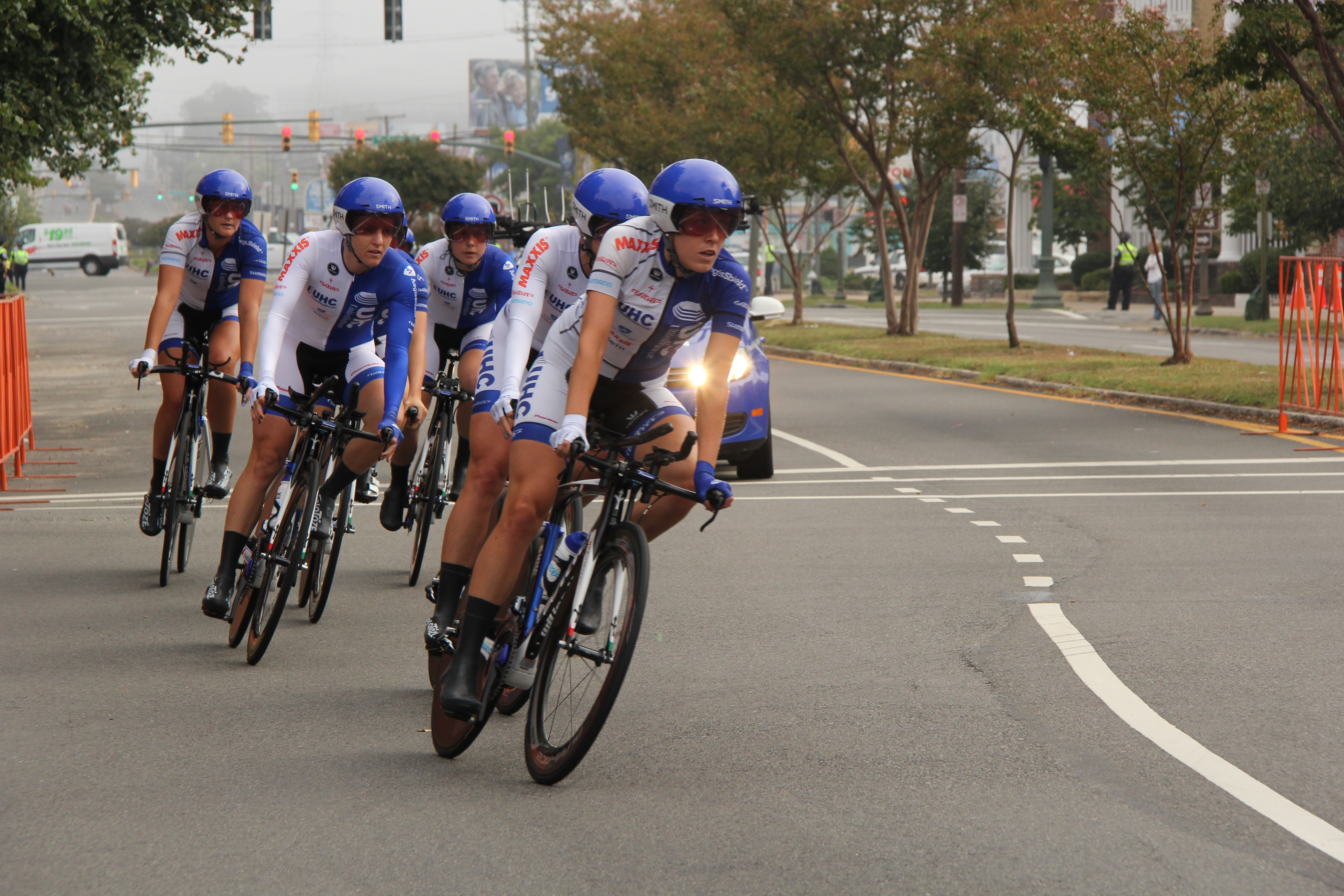
UnitedHealthcare lors du championnat du monde de contre-la-montre par équipes

## Histoire
L'équipe est créée en 2014. Son directeur général Michael Tamayo est très satisfait des résultats engrangés la première année avec notamment les deux titres de championnes des États-Unis d'Alison Powers.

## Classements UCI

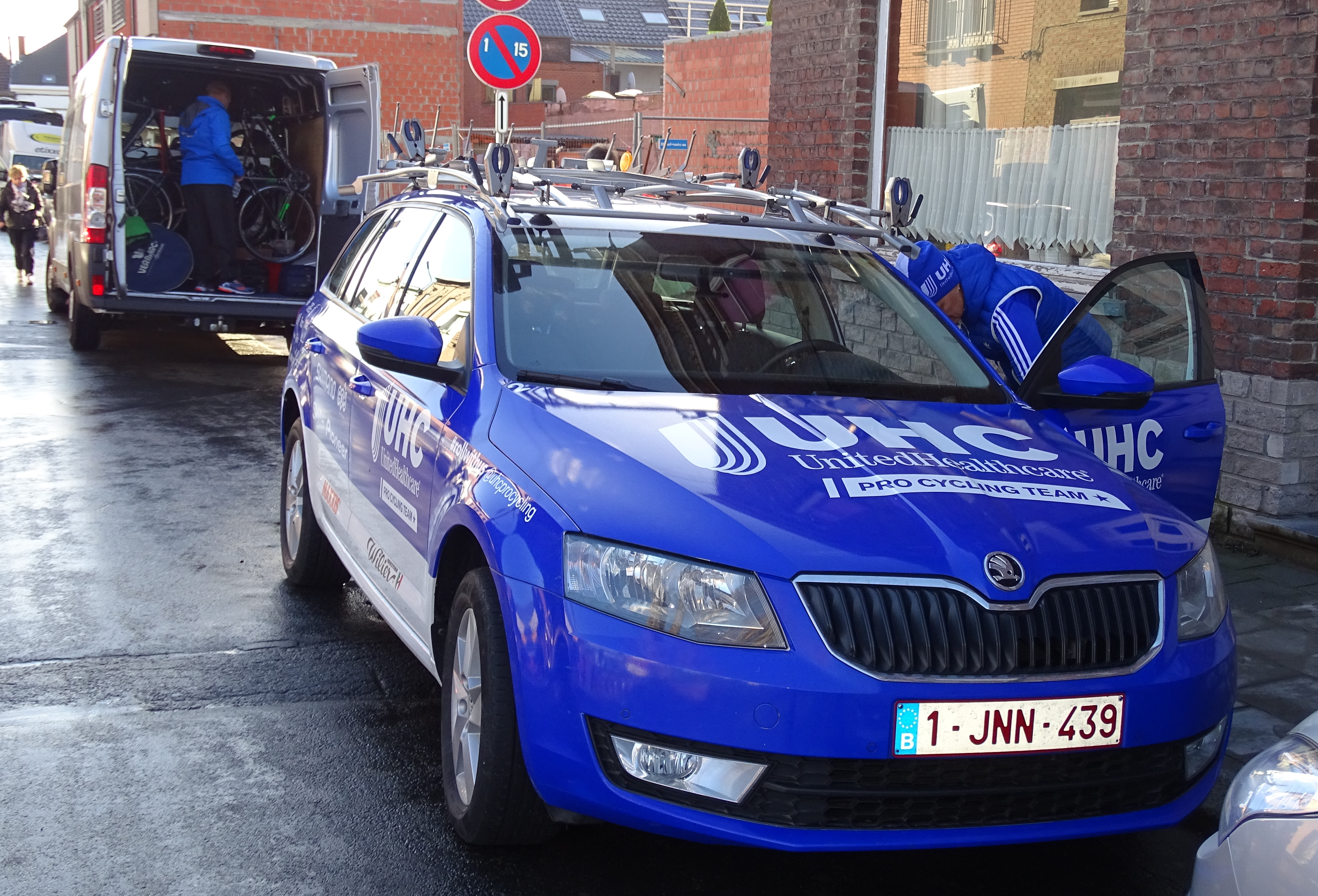
Véhicule de l'équipe en 2016

Ce tableau présente les places de l'équipe au classement de l'Union cycliste internationale en fin de saison, ainsi que la meilleure cycliste au classement individuel de chaque saison.
| Année | Classement par équipes | Meilleure coureuse au classement individuel |
| 2014  | 11e                    | Mara Abbott (21e)                           |
| 2015  | 10e                    | Coryn Rivera (41e)                          |
| 2016  | 17e                    | Coryn Rivera (36e)                          |
| 2017  | 17e                    | Ruth Winder (27e)                           |
| 2018  | 13e                    | Leah Thomas (34e)                           |

L'équipe participe également aux manches de la Coupe du monde. Le tableau ci-dessous présente les classements de l'équipe sur ce circuit, ainsi que sa meilleure coureuse au classement individuel.
| Année | Classement par équipes | Meilleure coureuse au classement individuel |
| 2014  | -                      | -                                           |
| 2015  | 19e                    | Coryn Rivera (32e)                          |

À partir de 2016, l'UCI World Tour féminin a remplacé la Coupe du monde.
| Année | Classement par équipes | Meilleure coureuse au classement individuel |
| 2016  | 17e                    | Coryn Rivera (40e)                          |
| 2017  | 15e                    | Katie Hall (41e)                            |
| 2018  | 17e                    | Katie Hall (31e)                            |

## Principales victoires

### Compétitions internationales
Cyclisme sur route
- Championnats du monde : 1
  - Contre-la-montre : 2015 (Linda Villumsen)

### Championnats nationaux
Cyclisme sur route
- Championnats de Grande-Bretagne : 1
  - Contre-la-montre : 2016 (Hayley Simmonds)
- Championnats des États-Unis : 3
  - Course en ligne : 2014 (Alison Powers)
  - Contre-la-montre : 2014 (Alison Powers)
  - Critérium : 2014 (Coryn Rivera)
- Championnats de Nouvelle-Zélande : 5
  - Course en ligne : 2014 (Rushlee Buchanan), 2015 (Linda Villumsen) et 2016 (Rushlee Buchanan)
  - Contre-la-montre : 2016 (Rushlee Buchanan)
  - Critérium : 2014 (Rushlee Buchanan)

Cyclisme sur piste
- Championnats du Canada : 1
  - Poursuite par équipes : 2015 (Laura Brown)

## Encadrement de l'équipe
La structure est unique pour l'équipe masculine et féminine. En 2015, la directrice sportive est Rachel Heal et la responsable de l'équipe féminine. Michael Tamayo est le directeur de l'ensemble de l'équipe. Roberto Damiani et Hendrik Redant sont également directeurs sportifs. Le représentant de l'équipe auprès de l'UCI est Thierry Attias. L'équipe dispose par ailleurs de cinq mécaniciens et de quatre soigneurs. En 2016, il n'y a plus de directeur sportif adjoints, le reste est identique. En 2017, Rachel Heal est directrice sportive, ses adjoints sont Thierry Attias, Roberto Damiani, Michael Tamayo, Hendrik Redant et Alexandre Sebastian,.

## Partenaires
Le partenaire principal de l'équipe est UnitedHealth une société d'assurance maladie américaine.

## UnitedHealthcare Women's en 2019

### Arrivées et départs
| Arrivées | Équipe 2018 |
| -------- | ----------- |

| Départs         | Équipe 2019   |
| --------------- | ------------- |
| Elizabeth Banks | Cervélo-Bigla |
| Katie Hall      | Boels Dolmans |
| Lauren Hall     | Arrêt         |
| Lauretta Hanson | Trek          |
| Diana Peñuela   | Alé Cipollini |
| Leah Thomas     | Cervélo-Bigla |

## UnitedHealthcare Women's en 2018

### Arrivées et départs
| Arrivées        | Équipe 2017         |
| --------------- | ------------------- |
| Elizabeth Banks | Néo-professionnelle |
| Leah Thomas     | Sho-Air Twenty20    |

| Départs      | Équipe 2018 |
| ------------ | ----------- |
| Tayler Wiles | Drops       |
| Ruth Winder  | Sunweb      |

### Effectif
| Effectif 2018    | Effectif 2018     | Effectif 2018    | Effectif 2018                    |
| Cycliste         | Date de naissance | Pays             | Équipe précédente                |
| ---------------- | ----------------- | ---------------- | -------------------------------- |
| Elizabeth Banks  | 7 novembre 1990   | Royaume-Uni      | Storey Racing (2017)             |
| Rushlee Buchanan | 20 janvier 1988   | Nouvelle-Zélande | Tibco-To the Top (2013)          |
| Janelle Cole     | 19 octobre 1996   | États-Unis       | Twenty16-Ridebiker (2016)        |
| Katie Hall       | 6 janvier 1987    | États-Unis       |                                  |
| Lauren Hall      | 2 février 1979    | États-Unis       | Tibco-Silicon Valley Bank (2016) |
| Lauretta Hanson  | 29 octobre 1994   | Australie        | Colavita-Bianchi (2016)          |
| Diana Peñuela    | 8 septembre 1986  | Colombie         |                                  |
| Leah Thomas      | 30 mai 1989       | États-Unis       | Sho-Air Twenty20 (2017)          |
|                  |                   |                  |                                  |
| Source : UCI     |                   |                  |                                  |

### Victoires
| Victoires | Victoires                                                      | Victoires  | Victoires | Victoires       | Victoires |
| Date      | Course                                                         | Pays       | Classe    | Vainqueur       |           |
| --------- | -------------------------------------------------------------- | ---------- | --------- | --------------- | --------- |
| 12 avr.   | 1re étape de la Joe Martin Stage Race                          | États-Unis | 2.2       | Diana Peñuela   |           |
| 14 avr.   | 3e étape de la Joe Martin Stage Race                           | États-Unis | 2.2       | Katie Hall      |           |
| 15 avr.   | Classement général, Joe Martin Stage Race                      | États-Unis | 2.2       | Katie Hall      |           |
| 18 avr.   | 1re étape du Tour of the Gila                                  | États-Unis | 2.2       | Katie Hall      |           |
| 22 avr.   | 5e étape du Tour of the Gila                                   | États-Unis | 2.2       | Diana Peñuela   |           |
| 22 avr.   | Classement général, Tour of the Gila                           | États-Unis | 2.2       | Katie Hall      |           |
| 18 mai    | 2e étape du Tour de Californie                                 | États-Unis | 2.WWT     | Katie Hall      |           |
| 19 mai    | Classement général, Tour de Californie                         | États-Unis | 2.WWT     | Katie Hall      |           |
| 7 juin    | Grand Prix Cycliste de Gatineau                                | Canada     | 1.1       | Lauren Hall     |           |
| 7 juill.  | 3e étape du Tour de Feminin - O cenu Českého Švýcarska         | Tchéquie   | 2.2       | Lauretta Hanson |           |
| 8 juill.  | Classement général, Tour de Feminin - O cenu Českého Švýcarska | Tchéquie   | 2.2       | Leah Thomas     |           |
| 9 sept.   | Chrono Champenois                                              | France     | 1.1       | Leah Thomas     |           |

### Classement mondial
| Classement UCI | Classement UCI   | Classement UCI   | Classement UCI |
| Coureuse       | Coureuse         | Pays             | Points         |
| -------------- | ---------------- | ---------------- | -------------- |
| 34e            | Leah Thomas      | États-Unis       | 524 pts        |
| 37e            | Katie Hall       | États-Unis       | 484 pts        |
| 111e           | Diana Peñuela    | Colombie         | 164 pts        |
| 129e           | Lauren Hall      | États-Unis       | 133 pts        |
| 145e           | Rushlee Buchanan | Nouvelle-Zélande | 113 pts        |
| 147e           | Lauretta Hanson  | Australie        | 112 pts        |
| 273e           | Elizabeth Banks  | Royaume-Uni      | 40 pts         |